# آبشار آپر ویکز
آبشار آپر ویکز (به انگلیسی: Upper Weeks Falls) آبشاری است که در واشینگتن، ایالات متحده آمریکا واقع شده و ارتفاع کلی ریزشگاه آن ۱۳ متر است.